# Zinalrothorn
El Zinalrothorn es una montaña en los Alpes Peninos situada en el territorio suizo, en el Cantón del Valais.

## Altura
La altura aparece de manera distinta según la cartografía. La lista oficial de los cuatromiles de los Alpes, publicada por la UIAA en su boletín n.º 145, de marzo de 1994, indica que según la cartografía suiza más reciente, su cota es 4.221,1 m. En el libro Cuatromiles de los Alpes por rutas normales, Richard Goedeke indica 4.221 m.

## Clasificación SOIUSA
Según la clasificación SOIUSA, el Zinalrothorn pertenece al grupo Obergabelhorn-Zinalrothorn, que tiene el código I/B-9.II-D.7. Forma parte del gran sector de los Alpes del noroeste, sección de los Alpes Peninos, subsección Alpes del Weisshorn y del Cervino, supergrupo Cadena Weisshorn-Zinalrothorn.

## Características

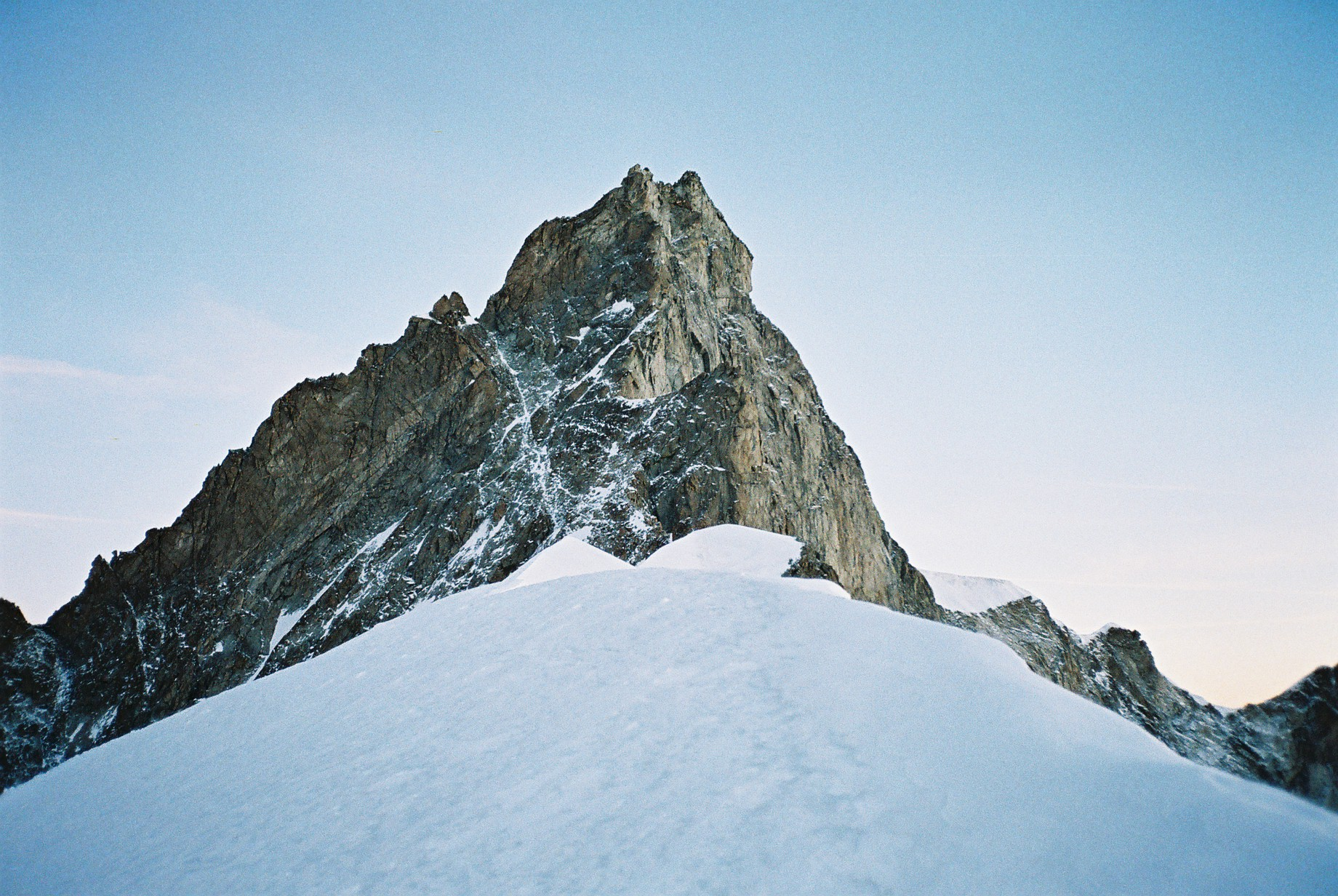
La cima de la montaña.

La montaña forma parte de la llamada corona imperial, junto con montañas que forman una herradura: Les Diablons (3.609 m), el Bishorn (4.153 m), el Weisshorn (4.505 m), el Schalihorn (3.974 m), el Zinalrothorn (4.221 m), el Trifthorn (3.728 m), el Obergabelhorn (4.062 m), el mont Durand (3.712 m), la Pointe de Zinal (3.790 m), la Dent Blanche (4.356 m), el Grand Cornier (3.961 m), el Pigne de la Lé (3.396 m), y Gardes de Bordón (3.310 m), y en el centro de esta gigantesca parábola el Monte Besso (3.667 m).
La montaña fue ascendida por vez primera el 22 de agosto de 1864 por Leslie Stephen y Florence Crauford Grove con los guías Jakob Anderegg y Melchior Anderegg de Zinal por la vertiente norte.

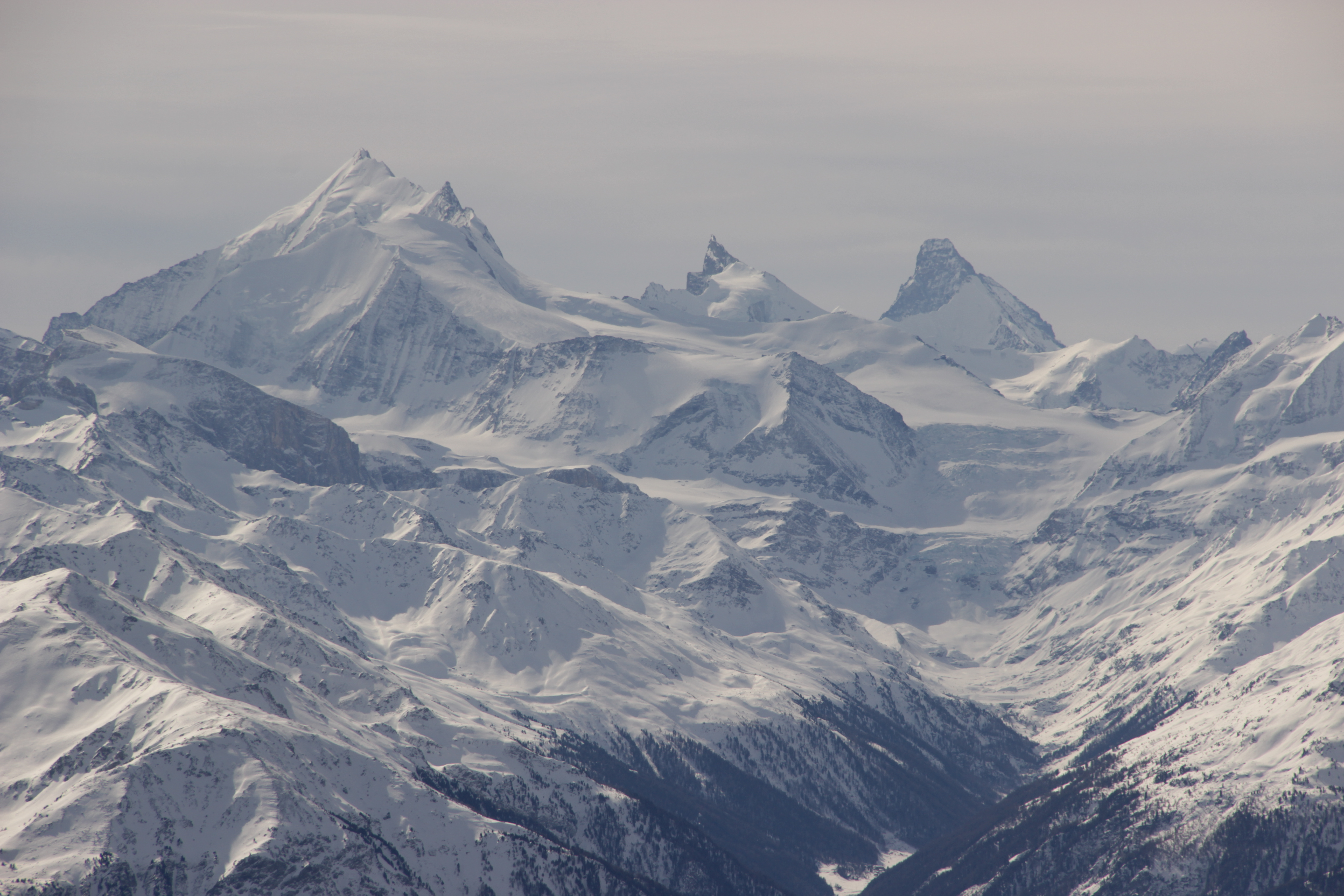
Zinalrothorn entre Weisshorn y Matterhorn.

## Vía de ascenso
La vía normal de ascenso a la cima parte de la cabaña Rothorn (Rothornhurtte) que se encuentra en el valle de Zermatt con una cota de 3.198 m.